# Anita Lonsbrough
Anita Lonsbrough (ur. 10 sierpnia 1941 w Yorku), po ślubie znana jako Anita Porter – brytyjska pływaczka specjalizująca się w stylu klasycznym i stylu zmiennym, mistrzyni olimpijska (1960), mistrzyni Europy (1962) i była rekordzistka świata.

## Kariera pływacka
W 1958 roku na igrzyskach Imperium Brytyjskiego i Wspólnoty Brytyjskiej w Cardiff reprezentowała Anglię. Lonsbrough zdobyła na tych zawodach dwa złote medale: na 220 yd stylem klasycznym i w sztafecie 4 × 110 yd stylem zmiennym. Kilka tygodni później, została wicemistrzynią Europy na dystansie 200 m stylem klasycznym i wywalczyła brązowy medal w sztafecie zmiennej 4 × 100 m.
Podczas igrzysk olimpijskich w Rzymie zwyciężyła w konkurencji 200 m żabką, ustanawiając nowy rekord świata (2:49,5). Płynęła także w sztafecie 4 × 100 m stylem zmiennym, która w finale zajęła piąte miejsce. W tym samym roku została uznana za najlepszą brytyjską sportsmenkę, tytuł ten zdobyła także dwa lata później.
W sierpniu 1962 roku na mistrzostwach Europy w Lipsku wywalczyła trzy medale. Lonsbrough była najlepsza w swojej koronnej konkurencji, 200 m stylem klasycznym i została wicemistrzynią Europy na dystansie 400 m stylem zmiennym. Brała również udział w wyścigu sztafet 4 × 100 m stylem zmiennym, w którym Brytyjki zajęły trzecie miejsce.
Kilka miesięcy później, podczas igrzyska Imperium Brytyjskiego i Wspólnoty Brytyjskiej w Perth zdobyła cztery medale: złoto w konkurencjach 110 i 220 yd stylem klasycznym oraz 440 yd stylem zmiennym. Angielska sztafeta zmienna 4 × 110 yd uplasowała się na drugiej pozycji.
W 1963 roku za swoje osiągnięcia otrzymała Order Imperium Brytyjskiego V klasy (MBE).
Rok później, na igrzyskach olimpijskich w Tokio zajęła siódme miejsce na dystansie 400 m stylem zmiennym.
Lonsbrough została wprowadzona do International Swimming Hall of Fame w 1983 roku.

## Życie prywatne
W 1965 roku poślubiła Hugh Portera, czterokrotnego mistrza świata w kolarstwie torowym i olimpijczyka (1964).